# Euphrasia mollis
Euphrasia mollis är en snyltrotsväxtart som först beskrevs av Carl Friedrich von Ledebour, och fick sitt nu gällande namn av Richard von Wettstein. Euphrasia mollis ingår i släktet ögontröster, och familjen snyltrotsväxter. Utöver nominatformen finns också underarten E. m. pseudomollis.